# Джеймс Фрейн
Джеймс Фрейн (на английски: James Frain) (роден на 14 март 1968 г.) е английски театрален, филмов и телевизионен актьор. От 2007 до 2009 г. изпълнява ролята на Томас Кромуел в сериала „Династията на Тюдорите“.

## Частична филмография
- „Лох Нес“ (1996) – Ейдриън Фут
- „Робинзон Крузо“ (1997) – Робърт
- „Елизабет“ (1999) – Алваро де ла Кадра
- „Арабски нощи“ (2000) – Шахзенан / Султан Харун Ал-Рашид
- „Опасно синьо“ (2005) – Рейес
- „Империя“ (2005) – Марк Юний Брут
- „24“ (2005) – Пол Рейнс
- „Нашествие“ (2006) – Илай Зура
- „Разобличаване“ (2006) – Пол Андрюс
- „Династията на Тюдорите“ (2007 – 2009) – Томас Кромуел
- „Закон и ред: Умисъл за престъпление“ (2008) – Дийн Холидей
- „Експериментът“ (2008) – Салмън Кол
- „Анатомията на Грей“ (2009) – Том
- „Излъжи ме“ (2009) – Ланс Макклелан
- „Закон и ред: Специални разследвания“ (2009) – Мартин Голд
- „Секс до дупка“ (2009) – Пол
- „Честни измамници“ (2010) – Джон Дъглас Келър
- „Трон: Заветът“ (2010) – Джарвис
- „Истинска кръв“ (2010) – Франклин Мот
- „Извън играта“ (2011) – Джеймс Форт
- „Менталистът“ (2012) – Тери Мърфи
- „Досиетата Грим“ (2012) – Ерик Ренард
- „Самотният рейнджър“ (2013) – Барет
- „Слийпи Холоу“ (2013) – Рътлидж
- „Безсрамници“ (2013) – Лекарят на Франк
- „Агент Картър“ (2015) – Лийт Бранис
- „Готъм“ (2015 – 2016) – Тио Галаван / Азраел
- „Агент Картър“ (2015) – Лийт Бранис
- „Хавай 5-0“ (2017) – Себастиан Уейк
- „Стар Трек: Дискавъри“ (2017) – Сарек
- „Елементарно, Уотсън“ (2019) – Оуен Райкенбак